# Hirokazu Tanaka
Hirokazu Tanaka (田中宏和, Tanaka Hirokazu, né le 13 décembre 1957), aussi connu sous le pseudonyme de Hip Tanaka, ou Chip Tanaka, est un musicien et compositeur japonais ayant fait carrière chez Nintendo. Il a été président de Creatures, Inc jusqu'en mars 2023. Il conserve un siège au conseil d'administration, de même qu'un rôle de consultant créatif appelé « creative fellow ».

## Ludographie
Liste non exhaustive :
- Space Firebird (1980) (seulement les effets sonores)
- Donkey Kong (1981)
- Pac-Man Fever (1982) (album; seulement les effets sonores)
- Urban Champion (1984)
- Balloon Fight (1984)
- Wild Gunman (1984)
- Duck Hunt (1984)
- Gyromite (1985)
- Stack-Up (1985)
- Wrecking Crew (1985)
- Kid Icarus (Hikari Shinwa: Palthena no Kagami) (1986)
- Metroid (1986)
- Famicom Wars (1988)
- Tetris (1989)
- Super Mario Land (1989)
- Mother (avec Akio Ohmori, Ritsuo Kamimura et Keiichi Suzuki) (1989)
- Balloon Kid (Balloon Fight GB au Japon) (1990)
- Dr. Mario (1990)
- Fire Emblem: Ankoku Ryū to Hikari no Ken (1990)
- EarthBound (Mother 2, 1994, avec Keiichi Suzuki)
- Snoopy Concert (1995, avec Minako Hamano)
- Pokémon Channel (2003)
- Pokémon Colosseum (2004)
- Super Smash Bros. Brawl (2008) (avec plusieurs autres compositeurs)